# Coccidomyia pennsylvanica
Coccidomyia pennsylvanica är en tvåvingeart som beskrevs av Ephraim Porter Felt 1911. Coccidomyia pennsylvanica ingår i släktet Coccidomyia och familjen gallmyggor. Inga underarter finns listade i Catalogue of Life.